# Limo (película)
Limo (titulada Lemo en Argentina y España) es una película neerlandesa de 2009. En España se estrenó directamente en DVD el 2 de marzo de 2010. Disney Channel en Latinoamérica la emitió bajo el título de Limonada el 12 de enero de 2014.

## Sinopsis
Anouk (Anouk van Schie) y sus amigas Fleur (Fleur Minjon), Meike (Meike Hurts) y Monique (Monique de Waal) deben pasar un tiempo en un lugar lejano, donde una de ellas ha heredado una casa. Al llegar descubren que  el difunto profesor Ploffermans (Jan Decleir) parece estar vivo. 
Desde la mansión se accede a un pueblo misterioso donde el tiempo se ha detenido siglos atrás. Todos los niños se han ido, pero nadie parece preocuparse. Los aldeanos se ven influidos por los sermones de un pastor y una extraña bebida azul. 

## Elenco
- Anouk van Schie como Anouk.
- Fleur Minjon como Fleur.
- Monique de Waal como Monique.
- Meike Hurts como Meike.
- Jan Decleir como el profesor Ploffermans.
- Jack Wouterse como Dominee.
- Jaap Spijkers como Notaris.
- Inge Ipenburg como Ina Ribbel.
- Manuel Broekman como Simon.
- Maya van den Broecke como Ilsa.

## Doblaje
| Personaje | Actor/Actriz Original | Actor/Actriz de doblaje |
| --------- | --------------------- | ----------------------- |
| Anouk     | Anouk van Schie       | Xochitl Ugarte          |
| Meike     | Meike Hurts           | María Fernanda Morales  |
| Monique   | Monique de Waal       | Liliana Barba           |
| Fleur     | Fleur Minjon          | Diana Pérez             |
| Simon     | Manuel Broekman       | Christian Strempler     |

## Estrenos
| Lugar         | Fecha de estreno    | Título   | estreno        |
| ------------- | ------------------- | -------- | -------------- |
| Latinoamérica | 12 de enero de 2014 | Limonada | Disney Channel |
| España        | 2 de marzo de 2010  | Lemo     | DVD            |
| Países Bajos  | 8 de abril de 2009  | Limo     | Cines          |